# Turismo religioso

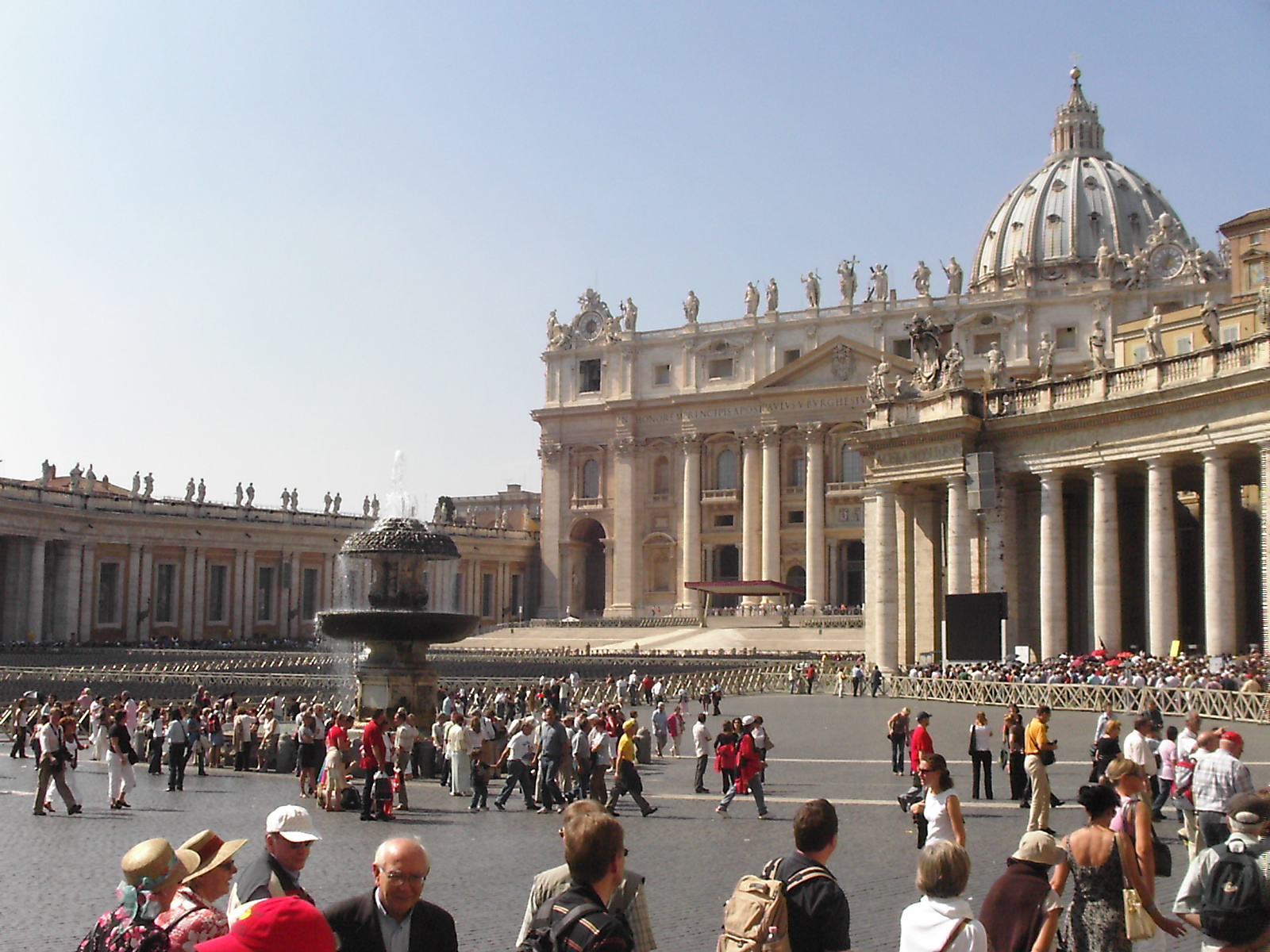
La Basilica di San Pietro in Roma, una delle principali mete mondiali del turismo religioso.

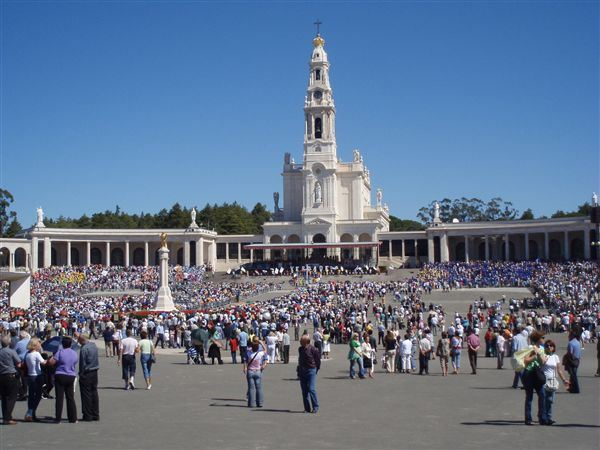
Il Santuario di Fátima è uno dei più grandi centri di turismo religioso mariani nel mondo.

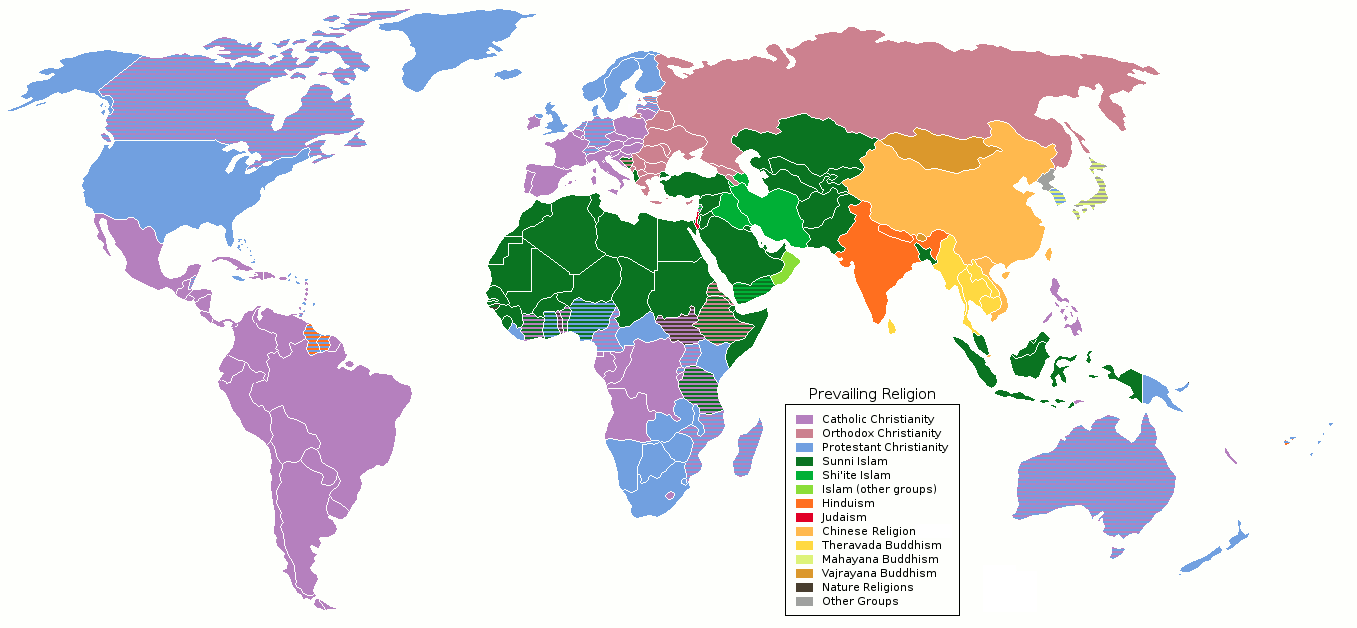
Religioni prevalenti nel mondo

Il turismo religioso è la forma di turismo che ha come principale obiettivo la fede e quindi la visita ai luoghi religiosi (come santuari, chiese, conventi, abbazie, eremi e luoghi sacri), per costatarne non solo il Genius loci (l'entità naturale e soprannaturale legata a un luogo) ma anche apprezzarne la loro bellezza artistica e culturale. 

Non va confuso con il pellegrinaggio che invece è un viaggio compiuto esclusivamente per devozione, ricerca spirituale o penitenza verso un luogo considerato sacro. <Se «la pastorale della Chiesa Cristiana di confessione Cattolica, si deve rivolgere alla promozione della cultura del turismo etico» (P.Benedetto XVI, Udienza generale 31.8.2011), siamo in presenza della trasformazione del turismo religioso tradizionale in un nuovo turismo religioso: un modo di considerare il turismo religioso in modo nuovo e diverso da quello della devozione tradizionale.
I "veri pellegrinaggi" (con preparazione e assistenza ecclesiastica adeguate) possono definirsi qualcosa di diverso del turismo religioso: sono "viaggi di fede". Al di fuori di essi, esiste, oggi, un "nuovo" turismo religioso: l’attenzione al turismo dei luoghi o degli itinerari religiosi è uno dei rivelatori più interessanti. Il monumento, come l'evento religioso, come la strada, come il territorio prende allora tutta la propria forza perché è memoria di una condizione umana, di una natura vissuta, di un passato ricordato con interesse ancor oggi.  «La moderna evoluzione del turismo religioso» disse P.Benedetto XVI, nell'Angelus del 15 luglio del 2007, «permette ad un numero sempre maggiore di persone di usufruire delle ferie e del tempo libero in modo che siano di profitto per la crescita individuale e spirituale».
Oltre il turismo religioso devozionale, si amplia la domanda di una via alla spiritualità individuale, ad una crescita individuale di senso, ad una vacanza che sia occasione - inconsueta e spesso non programmata a questo fine - verso una fede adulta, scelta e non ereditata. Religious "light" tourism è, dunque, una nuova via della religiosità popolare o del turismo sociale.  In questa nuova visione, il turismo religioso è "light", cioè "più ampio e leggero", accessibile non solo ai credenti di una religione intesa come forma devozionale tradizionale, ma anche ai non praticanti, di ogni età, fede o nazionalità (Cugini A. "Religious light tourism:progettare oggi il turismo religioso", Pontificia Facoltà Teologica dell'Italia Meridionale, Sezione S.Luigi, Scuola di Alta Formazione di Arte e Teologia, Napoli, 2019, Quaderno n.10.).
Un evento di gruppo su di un sentiero montano per vedere assieme un'alba,  un tratto di un Cammino o una notte di preghiera in tenda, il riuscire a vedere (e non solo guardare) una edicola sacra, il ripensare la vita di religiosi svoltasi per secoli in un'abbazia ormai deserta, il tutto raggiungendo non solo l'emozione episodica ma anche il sentimento che ne resta nella memoria individuale(Piccolo G. s.j. "Testa o cuore:l'arte del discernimento", ed.Paoline, Milano 2017, p.12). 
>
Il Consiglio d'Europa, il 23 ottobre 1987, ha definito 29 grandi itinerari culturali, riconoscendo tra questi alcuni percorsi religiosi, ritenuti di primaria importanza anche culturale oltre che spirituale.

## Economia
È un turismo in continua crescita, con un notevole risvolto economico. Si muovono oltre 300 milioni di persone l'anno, con un volume di affari che supera i 18 miliardi di dollari. da: United Nations (UN) (2017), International Year of Sustainable Tourism for Development, Declaration:"Sustainable tourism can advance global development", in UN agency highlights on World Day.

## Itinerari religiosi
Sono le vie percorse sin dall'antichità dai pellegrini, che oggi fungono anche da itinerari di grande richiamo turistico. Numerosissimi sono gli itinerari locali lunghi alcune decine di chilometri; alcuni hanno invece un'estensione considerevole, anche di centinaia di chilometri.